# Saissan
Saissan (kasachisch Зайсан) ist eine Stadt im Osten Kasachstans.

## Geografische Lage
Die Stadt liegt am Fuße des Saurgebirges im westlichen Teil des Altai-Gebirges im Gebiet Ostkasachstan unweit der Grenze zu China.

## Bevölkerung
Bei der Volkszählung 1999 hatte Saissan 16.021 Einwohner. Die Volkszählung 2009 ergab für den Ort eine Einwohnerzahl von 14.389. Bei der letzten Volkszählung 2021 lebten 18.430 Menschen in Saissan. Die Fortschreibung der Bevölkerungszahl ergab zum 1. Januar 2025 eine Einwohnerzahl von 18.237.
| Einwohnerentwicklung               | Einwohnerentwicklung | Einwohnerentwicklung | Einwohnerentwicklung | Einwohnerentwicklung | Einwohnerentwicklung | Einwohnerentwicklung | Einwohnerentwicklung | Einwohnerentwicklung |
| 1897                               | 1939                 | 1959                 | 1970                 | 1979                 | 1989                 | 1999                 | 2009                 | 2021                 |
| ---------------------------------- | -------------------- | -------------------- | -------------------- | -------------------- | -------------------- | -------------------- | -------------------- | -------------------- |
| 4.402                              | 8.480                | 8.788                | 12.289               | 14.374               | 16.970               | 16.021               | 14.389               | 18.430               |
| Anmerkung: Volkszählungsergebnisse |                      |                      |                      |                      |                      |                      |                      |                      |

## Geschichte
Der Ort wurde im Jahre 1868 gegründet und erhielt 1941 die Stadtrechte.

## Verkehr
In der Nähe der Stadt verläuft die Fernstraße M38 (Europastraße 127).

## Söhne und Töchter der Stadt
- Wenedikt Chachlow (1894–1972), russisch-sowjetischer Geologe und Hochschullehrer
- Pawel Wassiljew (1910–1937), sowjetischer Schriftsteller
- Igor Giorgadse (* 1950), georgischer Politiker